# 貞和
貞和（、ていわ）は、日本の南北朝時代の元号の一つ。北朝方にて使用された。康永の後、観応の前。1345年から1350年までの期間を指す。この時代の天皇は、北朝方が光明天皇、崇光天皇。南朝方が後村上天皇。室町幕府将軍は足利尊氏。なお、実父と対立した尊氏の庶子・足利直冬は九州の広い地域で「貞和7年」（＝観応2年＝1351年）までこの元号を用いた。

## 改元
- 康永4年10月21日（ユリウス暦1345年11月15日）  天変・疫病により改元
- 貞和6年2月27日（ユリウス暦1350年4月4日） 観応に改元

## 貞和期におきた出来事
3年
- 1月、楠木正行らが住吉、天王寺瓜生野で細川顕氏や山名時氏らを撃破する。

4年
- 1月、四條畷の戦いで楠木軍が高師直・高師泰軍に敗れ、正行らが戦死する。高師直らは吉野を陥落させ、後村上天皇らが賀名生（奈良県五條市）に逃れる。
- 10月、北朝の崇光天皇が即位する。

5年
- 4月、足利直冬が長門探題に任じられて備後国へ赴く。
- 8月、高師直の尊氏邸を包囲するクーデターで尊氏が弟の足利直義の執務を停止させ、上杉重能・畠山直宗らを越前国で処刑し、直義は出家する。
- 9月、尊氏が足利義詮を鎌倉より呼び寄せ、足利基氏を鎌倉公方に任命し鎌倉へ派遣する。足利直冬の追討を決定する。

### 死去
- 虎関師錬
- 楠木正行
- 畠山直宗
- 上杉重能

## 西暦との対照表
※は小の月を示す。
| 貞和元年（乙酉） | 一月      | 二月※ | 三月  | 四月※ | 五月※ | 六月  | 七月※  | 八月  | 九月※ | 十月    | 十一月  | 十二月   |           |
| 興国六年         | 一月      | 二月※ | 三月  | 四月※ | 五月※ | 六月  | 七月※  | 八月  | 九月※ | 十月    | 十一月  | 十二月   |           |
| ---------------- | --------- | ----- | ----- | ----- | ----- | ----- | ------ | ----- | ----- | ------- | ------- | -------- | --------- |
| ユリウス暦       | 1345/2/3  | 3/5   | 4/3   | 5/3   | 6/1   | 6/30  | 7/30   | 8/28  | 9/27  | 10/26   | 11/25   | 12/25    |           |
| 貞和二年（丙戌） | 一月※     | 二月  | 三月※ | 四月  | 五月※ | 六月※ | 七月   | 八月※ | 九月  | 閏九月※ | 十月    | 十一月   | 十二月※   |
| 興国七年         | 一月※     | 二月  | 三月※ | 四月  | 五月※ | 六月※ | 七月   | 八月※ | 九月  | 閏九月※ | 十月    | 十一月   | 十二月※   |
| ユリウス暦       | 1346/1/24 | 2/22  | 3/24  | 4/22  | 5/22  | 6/20  | 7/19   | 8/18  | 9/16  | 10/16   | 11/14   | 12/14    | 1347/1/13 |
| 貞和三年（丁亥） | 一月      | 二月  | 三月※ | 四月  | 五月※ | 六月※ | 七月   | 八月※ | 九月  | 十月※   | 十一月  | 十二月※  |           |
| 正平二年         | 一月      | 二月  | 三月※ | 四月  | 五月※ | 六月※ | 七月   | 八月※ | 九月  | 十月※   | 十一月  | 十二月※  |           |
| ユリウス暦       | 1347/2/11 | 3/13  | 4/12  | 5/11  | 6/10  | 7/9   | 8/7    | 9/6   | 10/5  | 11/4    | 12/3    | 1348/1/2 |           |
| 貞和四年（戊子） | 一月      | 二月  | 三月※ | 四月  | 五月  | 六月※ | 七月※  | 八月  | 九月※ | 十月    | 十一月※ | 十二月   |           |
| 正平三年         | 一月      | 二月  | 三月※ | 四月  | 五月  | 六月※ | 七月※  | 八月  | 九月※ | 十月    | 十一月※ | 十二月   |           |
| ユリウス暦       | 1348/1/31 | 3/1   | 3/31  | 4/29  | 5/29  | 6/28  | 7/27   | 8/25  | 9/24  | 10/23   | 11/22   | 12/21    |           |
| 貞和五年（己丑） | 一月※     | 二月  | 三月※ | 四月  | 五月  | 六月※ | 閏六月 | 七月※ | 八月  | 九月※   | 十月    | 十一月※  | 十二月    |
| 正平四年         | 一月※     | 二月  | 三月※ | 四月  | 五月  | 六月※ | 閏六月 | 七月※ | 八月  | 九月※   | 十月    | 十一月※  | 十二月    |
| ユリウス暦       | 1349/1/20 | 2/18  | 3/20  | 4/18  | 5/18  | 6/17  | 7/16   | 8/15  | 9/13  | 10/13   | 11/11   | 12/11    | 1350/1/9  |
| 貞和六年（庚寅） | 一月※     | 二月  | 三月※ | 四月  | 五月※ | 六月  | 七月   | 八月※ | 九月  | 十月※   | 十一月  | 十二月※  |           |
| 正平五年         | 一月※     | 二月  | 三月※ | 四月  | 五月※ | 六月  | 七月   | 八月※ | 九月  | 十月※   | 十一月  | 十二月※  |           |
| ユリウス暦       | 1350/2/8  | 3/9   | 4/8   | 5/7   | 6/6   | 7/5   | 8/4    | 9/3   | 10/2  | 11/1    | 11/30   | 12/30    |           |